# Srijeda
Srijeda je treći dan u tjednu, koji se nalazi između utorka i četvrtka.
Kada se nedjelja uzme za prvi dan tjedna, dan u sredini tog tjedna je srijeda. Odgovarajuće, njemačko ime za srijedu je Mittwoch (doslovno "sredina-tjedna") od 10. stoljeća, koje je zamijenilo originalno ime: Wodanstag.
Srijeda je također sredina običnog radnog tjedna od ponedjeljka do petka. Engleski idiom za srijedu je "grbavi dan", što se odnosi na "prelaženje preko grbe" (prelaženje preko sredine radnog tjedna).

## Religija
Prema Bibliji, srijeda je dan kada je Bog stvorio Sunce i Mjesec. U hinduizmu, bog Budha vladar je srijede te otac kralja Pururavasa.

## Značajni dani
- Pepelnica, prvi dan posta, četrdeset dana prije Uskrsa računajući nedjelje.
- Špijunska srijeda je staro ime dano srijedi koja prethodi Uskrsu, a aludira na Judinu izdaju Isusa.

## Vanjske poveznice
- Gdje je srijeda dobila svoje ime  Arhivirana inačica izvorne stranice od 1. ožujka 2006. (Wayback Machine)